# Arvernos

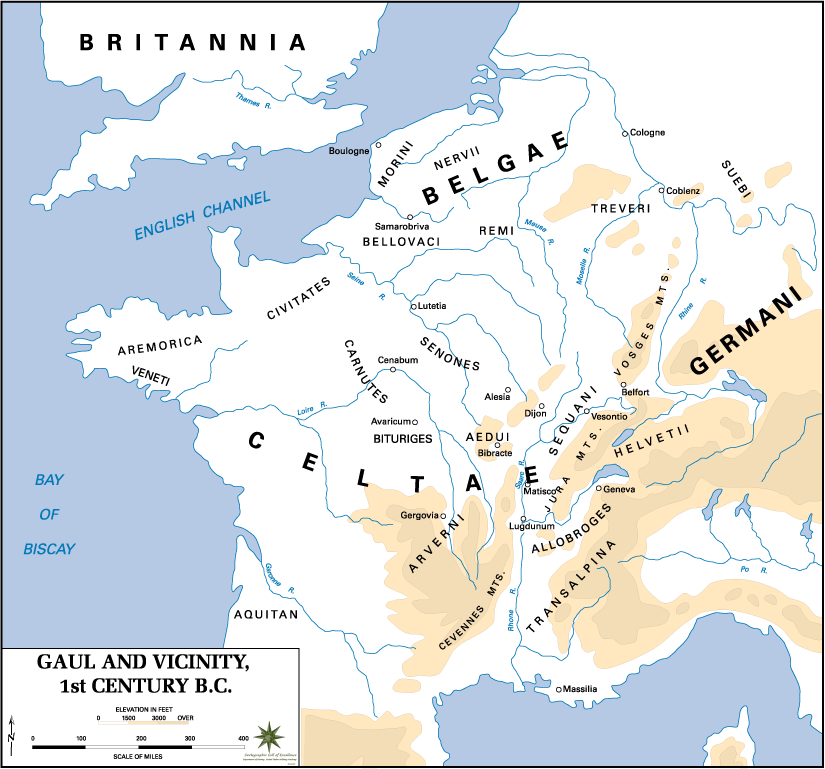
Mapa da Gália no século I, local onde os arvernos habitaram.

Os arvernos (arveni) foram um povo da Gália que habitava a região do Maciço Central e vivia em luta permanente com os éduos (Aedui) pela hegemonia entre os Gauleses. César não conseguiu tomar a sua capital, Argóvia. Um de seus grandes líderes foi Vercingetórix. 